# Rudolf Rusche

Rudolf Rusche als General im Ersten Weltkrieg

Rudolf Gustav Albert Rusche (* 20. Dezember 1857 in Dalbersdorf, Provinz Schlesien; † 25. Oktober 1938 in Jannowitz) war ein preußischer Generalleutnant im Ersten Weltkrieg.

## Leben

### Werdegang

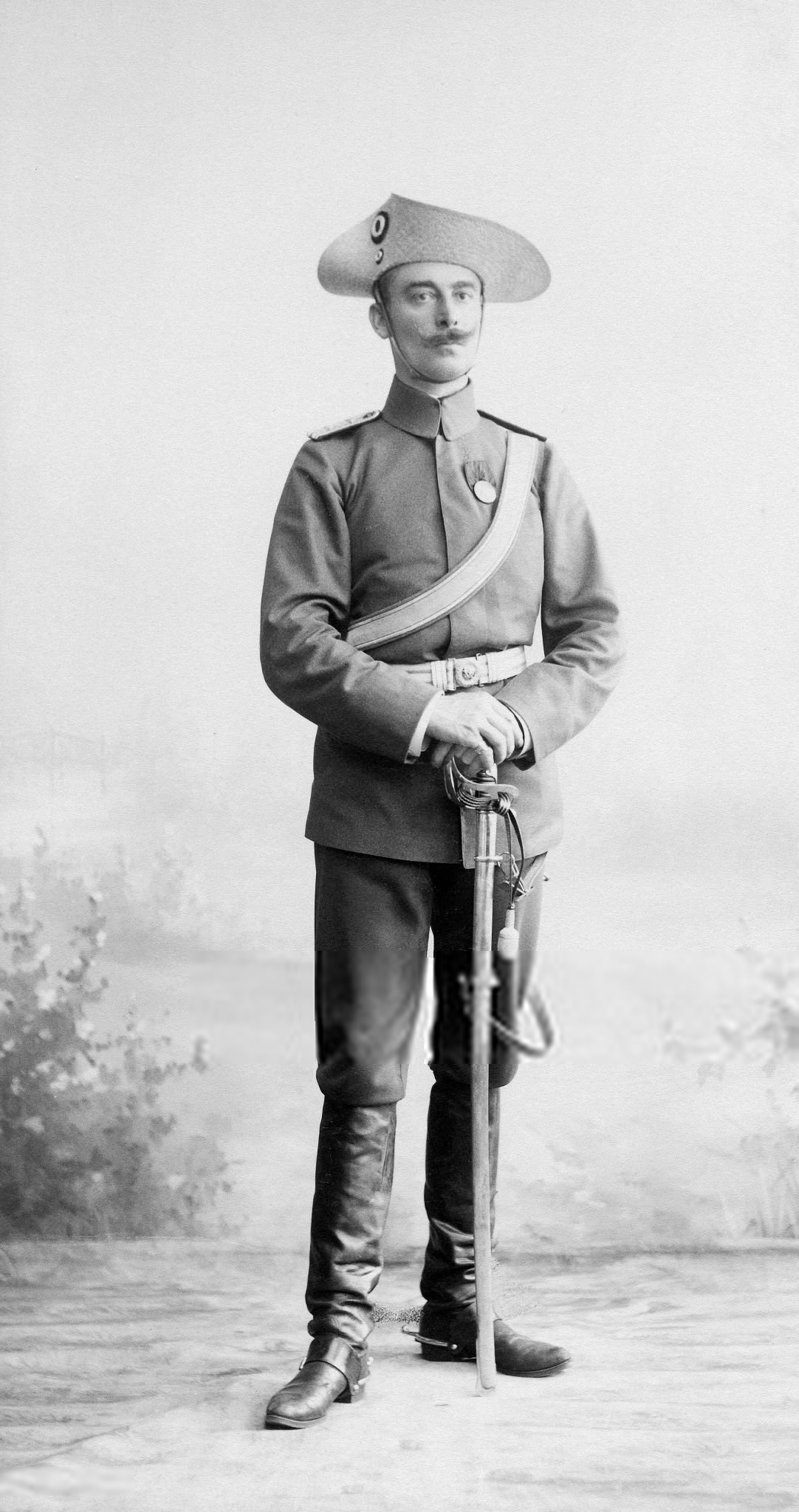
Rittmeister Rusche vor der Abreise nach China in Uniform des Ostasiatischen Reiter-Regiments

Rusche trat nach seinem Abitur am 3. Oktober 1879 als Fahnenjunker in das Dragoner-Regiment „König Karl I. von Rumänien“ (1. Hannoversches) Nr. 9 der Preußischen Armee in Metz ein. Dort wurde er am 13. Mai 1880 zum Fähnrich ernannt sowie am 12. Februar 1881 zum Sekondeleutnant befördert. Vom 31. März 1890 bis 16. März 1894 war Rusche Regimentsadjutant, wurde zwischenzeitlich am 20. September 1890 Premierleutnant und anschließend zum Großen Generalstab kommandiert. Gleichzeitig mit der Beförderung zum Rittmeister am 22. März 1895 wurde er dann dem Großen Generalstab aggregiert und schließlich am 18. April 1895 in diesen einrangiert. Am 10. September 1898 folgte seine Versetzung als Eskadronchef nach Insterburg in das Litthauische Ulanen-Regiment Nr. 12.
Nach der Ermordung des Gesandten Clemens von Ketteler ließ Rusche sich am 9. Juli 1900 freiwillig in das Ostasiatische Reiter-Regiment versetzen, mit dem er sich als Eskadronchef in China an der Niederschlagung des Boxeraufstandes beteiligte. Dort wurde er am 20. November 1900 in den Generalstab des Ostasiatischen Expeditionskorps unter Generalfeldmarschall Alfred Graf von Waldersee versetzt und für seine Verdienste während des Feldzuges mit dem Roten Adlerorden IV. Klasse mit Schwertern ausgezeichnet.
Im Oktober 1901 kehrte Rusche nach Deutschland zurück, wurde wieder dem Großen Generalstab aggregiert und am 12. Oktober 1901 unter gleichzeitiger Beförderung zum Major zum Generalstab der 13. Division nach Münster kommandiert. Bereits sechs Tage später wurde er hierher versetzt und bis 17. Juli 1903 als Erster Generalstabsoffizier verwendet. Anschließend hatte er bis 30. September 1906 die gleiche Position im Generalstab des XV. Armee-Korps in Straßburg inne. Ab 1. Oktober 1906 kam Rusche dann abermals in den Großen Generalstab, wo man ihn schließlich am 27. Januar 1908 mit der Wahrnehmung der Geschäfte als Abteilungschef beauftragte und am 18. Mai 1908 zum Oberstleutnant beförderte. Am 3. März 1909 kehrte Rusche dann in den Truppendienst zurück und wurde zunächst mit der Führung des 3. Badischen Dragoner-Regiments „Prinz Karl“ Nr. 22 in Mülhausen beauftragt, am 21. Juli 1908 zum Kommandeur ernannt sowie als solcher am 21. April 1911 zum Oberst befördert. Das Regiment gab Rusche nach drei Jahren ab und übernahm dann die 9. Kavallerie-Brigade in Glogau. Hier folgte am 22. April 1914 seine Beförderung zum Generalmajor.

### Erster Weltkrieg
Mit Ausbruch des Ersten Weltkriegs führte Rusche seine Brigade ins Feld und kämpfte zunächst im neutralen Belgien in der Schlacht bei Namur, dann in Frankreich bei Saint-Quentin und an der Marne. Ende Oktober 1914 verlegte er mit seiner Brigade an die Ostfront und kam hier im weiteren Kriegsverlauf an der Warthe, bei Lodz und an der Rawka-Bzura zum Einsatz. Ferner befehligte er seinen Großverband während der Belagerung von Halicz, beteiligte sich an der Eroberung von Pinsk, kämpfte am Stochod und schließlich im Stellungskampf in den Pripjetsümpfen. Hier übernahm Rusche am 13. August 1916 kurzzeitig das Kommando über die 5. Kavallerie-Division, ehe er am 19. September 1916 zum Führer einer nach ihm benannten und bei der Armeegruppe Bernhardi gebildeten Division ernannt wurde. Diese wurde in die österreichische Front eingeschoben und widerstand in der Folge mehrfach russischen Angriffen. So auch während der Schlacht bei Kowel. Am 1. Oktober 1916 wurde der Divisionsverband etatisiert und erhielt die Bezeichnung 92. Infanterie-Division. Mit dieser hatte Rusche dann maßgeblichen Anteil an den Abwehrerfolgen in Wolhynien.
Am 22. April 1917 erhielt Rusche das Kommando über die an der Westfront stehende 3. Reserve-Division. Von Ende Juli bis Ende September 1917 konnten seine Truppen in Flandern die zugewiesenen Abschnitte gegen angreifende alliierte Truppen verteidigen. Am 27. Januar 1918 folgte Rusches Beförderung zum Generalleutnant. In den folgenden Monaten lag die Division in Stellungskämpfen an der Ailette und Avre und ging erst bei der 18. Armee in der Schlacht bei Noyon vom 9. bis 13. Juni 1918 wieder zum Angriff über. Trotz geringen Geländegewinns führte die Operation nicht zum gewünschten Ziel. Im Juli 1918 wurde die Division durch die OHL als Reserve in der Abwehrschlacht bei Soissons geworfen und konnte hier den drohenden Durchbruch der Truppen von Marschall Foch verhindern. Anschließend kämpfte sie in der Beweglichen Abwehrschlacht zwischen Marne und Vesle, sowie von Ende August bis Anfang September 1918 in der Schlacht bei Monchy-Bapaume. Dann wurde die Division wieder an die Flandernfront verlegt, konnte aber Anfang November 1918 an der Lys den angreifenden Gegner nicht abschlagen und zog sich auf die Antwerpen-Maas-Stellung zurück. Auf Vorschlag seines Kommandierenden Generals Freiherr Marschall von Altengottern wurde Rusche am 4. November 1918 für seine Leistungen an der Westfront mit der höchsten preußischen Tapferkeitsauszeichnung, dem Orden Pour le Mérite ausgezeichnet.
Nach Kriegsende führte Rusche seine Division in die Heimat zurück und wurde am 24. November 1918 kurzzeitig mit der Führung des Garde-Reserve-Korps beauftragt. Knapp einen Monat später wurde er zum Kommandierenden General des stellvertretenden V. Armee-Korps ernannt, aber bereits am 6. Januar 1919 auf eigenen Wunsch hin von seinem Kommando entbunden, zur Disposition gestellt und in den Ruhestand verabschiedet.

## Familie
Rudolf Rusche war seit 1891 mit Lucie Henriette Rusche geb. von Moßner (1870–1953) verheiratet und hatte mit ihr zwei Söhne: Rudolf Udo Albert Rusche (1897–1961) und Helmuth Rusche (1894–1919). Letzterer nahm als Kavallerieleutnant und später Flieger am Ersten Weltkrieg teil. Er war als Pilot für den Grenzschutz Ost in Niederschlesien im Einsatz und wurde im Juli 1919 bei einem Testflug versehentlich von eigener Flugabwehr abgeschossen und tödlich verwundet, woran ein Gedenkstein an der Absturzstelle im Wald 5 km östlich von Oels erinnert.

## Auszeichnungen
- Roter Adlerorden III. Klasse Schwertern am Ringe[3]
- Kronenorden III. Klasse[3]
- Preußisches Dienstauszeichnungskreuz[3]
- Ritter des Ordens Berthold des Ersten[3]
- Ehrenkreuz III. Klasse des Lippischen Hausordens[3]
- Ritterkreuz I. Klasse des Albrechts-Ordens mit der Krone[3]
- Offizier des Ordens der Krone von Italien[3]